# 池永亜美
池永 亜美（いけなが あみ、1986年2月22日 - ）は、日本の女優、声優。クアックラック所属。以前はゾーン、バイ・ザ・ウェイ、アミュレート、MAXSTARに所属していた。大分県日田市出身。

## 概要
1986年、大分県日田市出身。クアックラック所属。
女優、声優として活躍。モンストアニメ、モーションアクター、ミカエル、レビィ、カエサルほか。
「闘牛戦士ﾜｲﾄﾞｰ2」ＣＶキカンボーファイバー役。「セブンナイツ」ユリ／エスパーダほか。モデル／村瀬紹介

## 来歴
大分県日田市出身。大分県日田市立北部中学校出身。2003年に出演したJ-フォンのCMが話題に。CM中の台詞はそのまま写真集のタイトルとなった。
2014年11月29日に一般人男性と結婚している。

## 出演

### テレビドラマ
NHK
- 土曜時代劇「オトコマエ!2」 - おせん 役
- 月曜ドラマシリーズ「ねばる女」 - 根元純夏 役

TBS
- ホットマン2
- JIN-仁-

日本テレビ
- ライオン先生 - 森洋子 役
- 新幹線ガール - 徳井果歩 役

フジテレビ
- 世にも奇妙な物語 春の特別編「あなたの物語」
- 任侠ヘルパー
- ストロベリーナイト
- BOSS 2ndシーズン
- カエルの王女さま
- 37歳で医者になった僕〜研修医純情物語〜

テレビ朝日
- 逮捕しちゃうぞ
- 魔進戦隊キラメイジャー - 彼女 役

テレビ東京
- 怨み屋本舗  - 合田佳恵　役

WOWOW
- 結党!老人党 - サヤカ役

### テレビバラエティ
- アイドル王国（エンタ!371）
- 真・IDOL Nu-SCHOOL TV（エンタ!371）
- グラビアの美少女（スカパー279ch）
- りえくらぶTV（エンタ!371）
- 週刊BSデジタルマガジン（BSフジ）
- 秋葉な連中（テレビ東京）
- Pooh!（TBS）
- OFJ 龍 〜The way of dragon〜（フジテレビTWO）
- ネプリーグ（フジテレビ）
- デジタルパンツ（スカパー280ch）
- 日テレSPOT（日本テレビ）
- 王様のお夜食（TBS）
- ZAK THE QUEEN 2009（エンタ!371）

### 映画

#### 長編
- 偶然にも最悪な少年（東映）
- 花とアリス（東宝）
- Believer（スープレックス）
- フラガール - 相馬純子 役
- 女神戦隊 Vレンジャー
- キャンバス - 主演
- 明日の詩
- おのぼり物語
- 裁判長!トイレ行ってきていいすか
- それでも花は咲いていく「ヒヤシンス」 - 妄想の酒井メグミ 役
- Paradise Kiss
- WildFlower
- 生きてるものはいないのか - エイコ 役
- めめめのくらげ - 朱雀 役

#### 短編
- 風鈴華山～Merry X'mas In Summer～（木島康博監督）  - ほりかわひろきとＷ主演

### CM
- 西鉄バス（2001年）
- J-フォン『家族割引』（2003年）
- 大塚製薬『オロナミンCドリンク』（2003年6月）
- 松屋フーズ（2009年4月）
- ロート製薬『肌ラブby肌ラボ』（2009年11月）
- ニベア花王『8×4』（2010年2月）
- 湯快リゾート（2010年8月）
- WILLER TRAVEL（2011年7月）

### 舞台
- 昇龍演舞
- Soldier of Fortune
- フラガール
- GULL COMPANY「ただ、ごく稀な非日常という名のイデア」（Basement MONSTAR）
- バカフキ！（作・演出：大河元気、全労済ホールスペースゼロ） - コクテン 役

### ゲーム
- DISORDER6　PS3/Xbox 360　-　声優 (2013年8月22日)

### モーションキャプチャー
- モンスターストライク ルシファー 反逆の堕天使 - ミカエル役（アニメ）2018年
- モンスターストライク ソロモン 叡智の魔術王 -  レビィ役（アニメ）2018年
- モンスターストライク ルシファー ウェディングゲーム -  ミカエル役 （アニメ）2019年
- モンスターストライク エンド・オブ・ザ・ワールド -  カエサル・ネツァク役 （アニメ映画）2019年
- オルタード・カーボン:リスリーブド -  ホリー役（Netflixアニメ）2020年
- Xenoblade3（ゼノブレイド3） -  ユーニ役（ゲーム）2022年

### DVD

#### イメージビデオ
- Zokkone

## 書籍

### 写真集
- おたくもぜひ!（ぶんか社）